# Francesca Gino
Francesca Gino née en 1978 à Trente, est une chercheure en sciences comportementales . Elle est professeur à la Harvard Business School, où ses recherches portent sur l'honnêteté et le comportement éthique. 
A partir de 2023, une enquête d'Harvard conclut qu'elle a falsifié des données dans ses recherches. En juin 2023, elle est mise en congé sans solde, déchue de son titre et de ses fonctions, avant d'être licenciée en mai 2025.